# Nototriton picadoi
Nototriton picadoi är en groddjursart som först beskrevs av Leonhard Hess Stejneger 1911.  Nototriton picadoi ingår i släktet Nototriton och familjen lunglösa salamandrar. IUCN kategoriserar arten globalt som nära hotad. Inga underarter finns listade i Catalogue of Life.